# 1517
1517 (MDXVII) je bilo navadno leto, ki se je po julijanskem koledarju začelo na četrtek.

## Dogodki
- 1. januar
- 15. avgust - posadka sedmih portugalskih ladij se v ustju Biserne reke sreča s kitajskimi predstavniki

Neznan datum
- Otomanski imperij vdre v Egipt; propad mameluške oblasti.
- Martin Luther razglasi 95 tez (začetek reformacije).

## Rojstva
- 2. februar - Gotthard Kettler, zadnji mojster Livonskega reda († 1587)
- 20. julij - Peter Ernst I. von Mansfeld-Vorderort, nemški vojskovodja († 1605)
- 20. avgust - Antoine Perrenot de Granvelle, francoski kardinal, državnik († 1586)

## Smrti
- 6. oktober - Fra Bartolommeo, italijanski slikar (* 1472)
- 19. november - Abdel Latif, kan Kazanskega kanata (* okoli 1475)